# Samsung Life Insurance
Samsung Life Insurance (tiếng Hàn: 삼성생명, KRX: 032830) là một công ty bảo hiểm đa quốc gia của Hàn Quốc có trụ sở chính được đặt tại thành phố Seoul. Đây là một công ty con trực thuộc tập đoàn Samsung cũng như công ty bảo hiểm lớn nhất tại quốc gia này, đồng thời là một trong 500 công ty lớn trên toàn cầu được Fortune Global xếp hạng.
Các sản phẩm chủ yếu của Samsung Life bao gồm bảo hiểm nhân thọ, y tế và trợ cấp xã hội. Samsung Life là công ty tư nhân thành lập từ năm 1957 cho đến khi chuyển sang loại hình cổ phần vào năm 2010.

## Lịch sử
Thành lập vào 1957, công ty nhanh chóng phát triển và dẫn đầu thị trường sau 18 tháng hoạt động. Kể từ đó, Samsung Life Insurance duy trì dẫn đầu thị trường trong ngành công nghiệp thông qua việc đổi mới sản phẩm, tiếp thị, và phân phối. Đặc biệt, sự tăng trưởng được đẩy mạnh sau khi công ty được thành lập dưới sự hậu thuẫn của tập đoàn Samsung vào năm 1963.
Vào năm 1986, công ty đã mở văn phòng đại diện tại New York và Tokyo. Sau đó còn mở rộng hoạt động nước ngoài thông qua một công ty liên doanh tại Thái Lan vào năm 1997 và Trung Quốc vào năm 2005. Công ty còn là một công ty bảo hiểm đầu tiên ở Hàn Quốc có tài sản đạt mốc 100 nghìn tỷ Won vào năm 2006. Vào 12 tháng 5 năm 2010, Samsung Life Insurance chuyển sang loại hình đại chúng, lên sàn chứng khoán và bán ra cổ phiếu với giá 110.000 Won, hoặc 96 USD/cổ phiếu trong một thương vụ IPO lớn nhất trong lịch sử kinh doanh của các công ty Hàn Quốc cũng như đạt kỷ lục về giá trị tại quốc gia này khi tổng giao dịch lên đến con số 4,4 tỷ USD.